# متناهي الصغر (رياضيات)

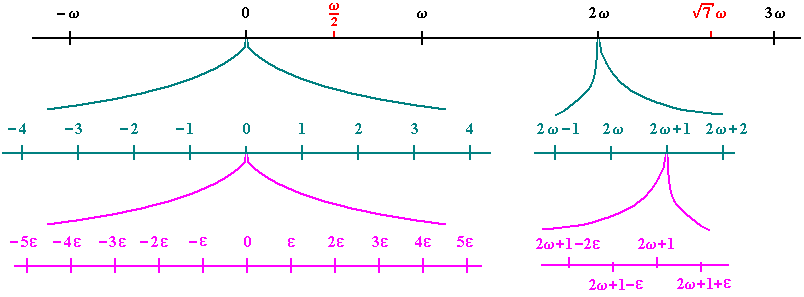

استُخدم المتناهي في الصغر في الرياضيات (بالإنجليزية: Infinitesimal)‏ للتعبير عن قيم بالغة الضآلة، بحيثُ تعبر عن تغيير دقيق جدا لحالة، مثل تغير صغير جدا في درجة الحرارة أو تغير صغير جدا في الحجم. في الاستخدام الدارج؛ تعني هذه الصفة بأن التغير صغير للغاية، ولكنه لا يساوي صِفراً.
قبل القرن التاسع عشر، لم يكن أيٌّ من المفاهيم الرياضية التي نعرفها اليوم معرفًا بطريقة دقيقة، رغمَ أن هذه المفاهيم كانت موجودة فعلاً. مؤسِّسوا علم التفاضل والتكامل؛ لَيبنيز ونيوتن وأويلر ولاغرانج وبرنولي وكثيرون غيرهم، استخدموا الأرقام الموحِلة بنفس الطريقة المعروضة هنا، ووصلوا إلى نتائجَ صحيحةٍ جوهرياً؛ رغم أنه لم يكن يوجد تعريف رياضي دقيق للرقم الموحل آنذاك (من المثير للاهتمام أنه لم يكن يوجد تعريفٌ رياضي دقيقٌ لمجموعة الأعداد الحقيقيَّة في ذلك الحين أيضًا).

## الاستخدام الأصلي للقيم الموحلة في الرياضيات
مثالٌ نموذجيٌّ من استخدام نيوتن ولَيْبنيز لقيم موحلة عند تأسيسهما لعلم التفاضل والتكامل يمكن أن يكون المثال التالي:
نريد الحصول على المُشتقة ص'(س) للدالة :
ص(س) = س 2
نفترض تغيرا صغيرا دس لقيمة س ونحسب التغير الناشئ عنه في قيمة ص .
سنقوم بذلك باستخدام الرموز الإنجليزية، وعندئذ نجد المشتقة {\displaystyle f'(x)} كالآتي :
{\displaystyle f'(x)={\frac {f(x+\mathrm {d} x)-f(x)}{\mathrm {d} x}}={\frac {x^{2}+2x\cdot \mathrm {d} x+\left(\mathrm {d} x\right)^{2}-x^{2}}{\mathrm {d} x}}=2x+\mathrm {d} x=2x,}
إذ إن دس (أي dx) قيمة موحلة في الصغر.
هذه المحاججة، رغم جمالها، وخروجها بنتيجة صحيحة، ليست رصينة رياضيًا. وقد هاجم بِشُب باركلي استخدام الأرقام الموحلة وخطَّأهُ في كتابهِ «المُحلِّل» (المحلل). المشكلةُ الأساسية هنا هي أن دس تُعامل في البداية على أنها رقم غير صِفري (تمكن القسمة عليه)، ثم تطرحُ جانبًا كما لو أنَّها كانت صفرًا.
التَّعريف البسيط للرقم الموحل هو أنهُ رقمٌ قيمته المُطلقة أقل من أيِّ عدد موجبٍ غير صفريِّ. هنا، ومن هذا التعريف، يُمكن الوصول إلى أنه لا يوجد رقم حقيقيٌّ موحلٌ غيرُ صفري.
إن أخذنا بعين الاعتبار الأرقام الموجبة فقط، فالطريقة الوحيدة لأي رقم حتى يكون أقلَّ من جميع الأرقام هيَ أن يكون أدنى رقمٍ موجب. إن كان ع هذا الرقم، فماذا ستكون قيمة ع/2؟ أو، إن كان ع لا يتجزأ؛ فهل يظل رقمًا؟ أيضًا، وببساطة، فإن مقلوبَ رقمٍ موحلٍ يجب أن يكون ذا مقدارٍ غير محدود، لكنَّ هذا سيجعله أكبر رقمٍ في حينِ لا يوجد رقمٌ مثلُ ذلك؛ رقمٌ يمكن اعتباره آخرَ رقمٍ في مجموعة الأرقام.
على الرغم من هذا، يُمكن توسيع مجموعة الأرقام الحقيقية وتعديلُها لتشمل الأرقام الموحِلة، كما هو الحالُ في الأرقام الحقيقية المزدوجة والأرقام الحقيقية الفائقة، لكن هذا لا يُمكن إنجازه مالم تُستبعد خصائص معيَّنة من مجموعة الأرقام الحقيقية.
لم يُمنح علم التفاضل والتكامل تأسيسًا رياضيًا رصينًا حتى النصف الثاني من القرن التاسعِ عشر، على يد كارل فايرستراس وآخرين، باستخدام اصطلاح النهاية الرياضية. أما في القرن العشرين، فقد وُجِدَ أن الأرقام الموحلة يمكن بعد كلِّ هذا الوقت، أن تُعالج معالجةً رياضية رصينة. كلتا الصياغتين صحيحتان، وكِلتاهما تُعطيان النتائج نفسَها إن استُخدمتا بشكل صحيح.